# Aracànids
Els aracànids (Aracanidae) són una família de peixos teleostis marins de l'ordre dels tetraodontiformes.

## Gèneres i espècies
- Anoplocapros  (Kaup, 1855)[1]
  - Anoplocapros amygdaloides  (Fraser-Brunner, 1941)
  - Anoplocapros inermis  (Fraser-Brunner, 1935)
  - Anoplocapros lenticularis  (Richardson, 1841)
  - Anoplocapros robustus  (Fraser-Brunner, 1941)
- Aracana  (Gray, 1838)[2]
  - Aracana aurita  (Shaw, 1798)
  - Aracana ornata  (Gray, 1838)
- Caprichthys  (McCulloch & Waite, 1915)[3]
  - Caprichthys gymnura  (McCulloch & Waite, 1915)
- Capropygia  (Kaup, 1855)[4]
  - Capropygia unistriata  (Kaup, 1855)
- Kentrocapros  (Kaup, 1855)[4]
  - Kentrocapros aculeatus  (Houttuyn, 1782)
  - Kentrocapros eco  (Phillipps, 1932)
  - Kentrocapros flavofasciatus  (Kamohara, 1938)
  - Kentrocapros rosapinto  (Smith, 1949)
- Polyplacapros  (Fujii & Uyeno, 1979)[5]
  - Polyplacapros tyleri  (Fujii & Uyeno, 1979)[6][7][8][9]